# Mo Huilan
Mo Huilan (förenklad kinesiska: 莫慧兰; traditionell kinesiska: 莫慧蘭; pinyin: Mò Huìlán), född den 9 juli 1979 i Guilin, Kina, är en kinesisk gymnast.
Hon tog OS-silver i hopp i samband med de olympiska gymnastiktävlingarna 1996 i Atlanta.